# Luke March
Luke March es un politólogo y analista político, profesor de la Universidad de Edimburgo.

## Biografía
Profesor en la Universidad de Edimburgo, es autor de títulos como The Communist Party in Post-Soviet Russia (Manchester University Press, 2002) y Radical Left Parties in Europe (Routledge, 2011). También ha sido editor de Russia and Islam: state, society and radicalism (Routledge, 2010), junto a Roland Dannreuther, y Europe's Radical Left: From Marginality to the mainstream? (Rowman & Littlefield, 2016), junto a Daniel Keith.